# Archibald Edward Butter
Archibald Edward Butte (Tennandry, Darnick, 29 de marzo de 1874 - Gifford, 6 de enero de 1928) fue un militar y explorador escocés.

## Biografía
Fue hijo del oficial Archibald Butter y de su esposa Juliet Maria Brewster-Macpherson. Ingresó en el ejército británico y se graduó en el Eton College. 
Fue miembro de la Royal Geographical Society y de la Sociedad Zoológica de Londres.
Entre 1899 y 1903 participó en varias expediciones por África, visitando con Philip Maud Etiopía y Kenia. Destacó en el reconocimiento del lago salado Stephanie y la región etíope de Oromia, que recorrió entre 1901 y 1903.  
La expedición a Etiopía, organizada por Butter, fue enviada para evaluar la situación y recopilar información para iniciar las negociaciones entre el gobierno británico y el Imperio Etíope. 